# 고려대학교 의료원
고려대학교 의료원(Korea University Medicine)은 고려대학교 부속 대학 병원과 고려대학교 의과대학, 보건대학원, 임상치의학대학원을 총괄하는 고려중앙학원의 조직이다.
고려대학교의료원은 1928년 남자 의사에게 진료를 볼 수 없었던 여성을 위한 민족 최초의 여자의학 교육기관으로 탄생하여 지난 100여년 간 시대의 어둠을 밝히고, 사회가 던지는 물음에 답하며 시대정신을 실천해왔다.
인술을 통해 ‘모두에게 평등한 사랑’, ‘필란트로피 정신’을 실천하고자 아무도 가려하지 않고 아무도 하지 않으려는 일을 찾아 나서며 당시 의료소외지역이었던 구로공단과 반월공단, 여주 농촌지역에 병원을 개원하는 등 시대정신을 발현하며 성장과 발전을 거듭했다.
1983년 구로병원과 1985년 반월병원 개원에서 알 수 있듯이 80년대 당시 강북 도심이나 강남 부촌에만 대학병원을 신축하려던 타 대학 의료원과 달리 공단 근처에 대학병원을 신축하여 노동자들을 진료하는 사회공헌적이고 모범적인 의료원이었다.
의과대학을 비롯해 안암, 구로, 안산 3개의 병원에서 진료를 넘어 연구와 교육까지 이뤄질 수 있도록 시설과 인프라를 확충하고, 각 기관별 선택과 집중을 기반으로 한  특성화를 통해 캠퍼스화를 진행하고 있다. 현재는 안암캠퍼스(의과대학, 안암병원), 구로캠퍼스(구로병원), 안산캠퍼스(안산병원)과 함께 청담의 고영캠퍼스, 정릉의 메디사이언스 파크까지 총 5개 캠퍼스로 구성된 명실상부 국내 최대 의료기관으로 거듭났으며 진료, 교육, 연구, 사회공헌 등 전 분야에 걸쳐 괄목할만한 성과를 만들어내고 있다.
고려대의료원은 종합병원 세계 최초로 국제 의료기기 임상시험 실시기관 인증을 획득했으며, 국내 유일 단일 의료기관 산하 2개 연구중심병원을 보유했을 뿐만 아니라 의과대학은 THE 세계대학 평가에서 100위 내에 진입하는 등 무한한 발전을 거듭하며 의료계의 관심을 집중시키고 있다.

## 구성

### 고려대학교 의과대학보관됨2014-07-02 -웨이백 머신

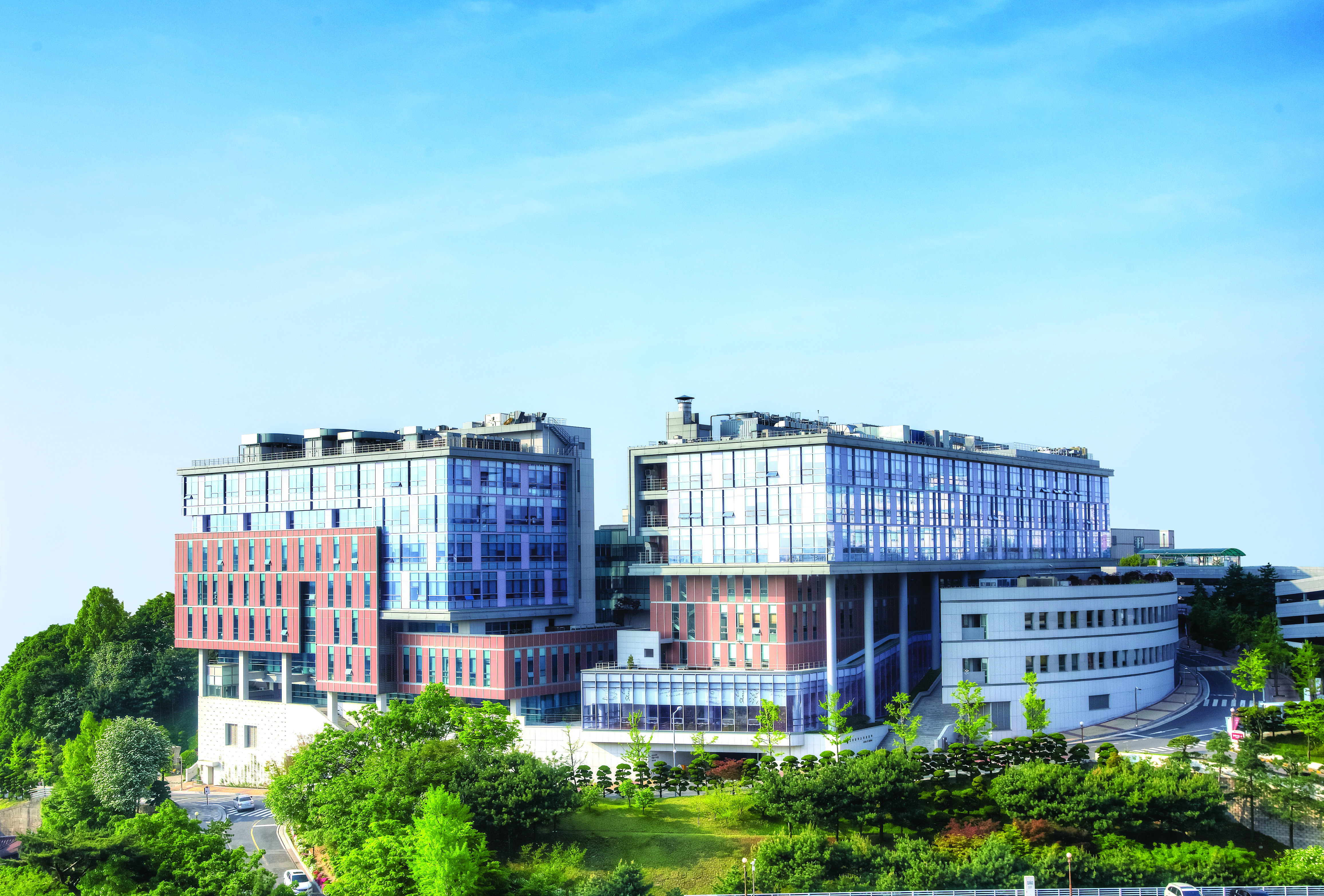
고려대학교 의과대학

고려대학교 의과대학의 역사는 1928년 의사 선교사 로제타 홀(Rosetta S. Hall)이 설립한 조선여자의학강습소에서 시작된다. 이후 1938년 우석 김종익(友石 金鍾翊)이 재단법인 우석학원(友石學園)을 설립하여 경성여자의학전문학교가 개교하였고, 1941년 경성여자의학전문학교 부속병원이 개원하였다. 경성여자의학전문학교는 일제강점기 당시 국내에 있던 8곳의 의사 양성 기관(경성의학전문학교, 세브란스의학전문학교, 경성제국대학 의학부, 평양의학전문학교, 대구의학전문학교, 경성여자의학전문학교, 광주의학전문학교, 함흥의학전문학교) 중 하나로 경성여의전이 개교하기까지는 로제타 홀, 김탁원, 길정희 등의 노력과 김종익의 기부가 그 바탕에 있었다. 1948년 서울여자의과대학으로 승격하였고, 1957년 남녀공학으로 전환하여 수도의과대학으로 교명을 변경하였으며, 1966년 국학대학을 인수하여 종합대학 우석대학교로 개편되었다. 우석대학교 의과대학은 1971년 학교법인 우석학원과 학교법인 고려중앙학원의 합병으로 고려대학교 의과대학이 되었다.
이처럼 의과대학은 생명에 대한 존중과 사람에 대한 사랑을 바탕으로 의학교육 본연의 길을 걸어왔다. 전통 유교사상으로 서양의학의 혜택을 받지 못했던 여성을 위해 여성의사의 양성이 절실했던 시대의 소명에 따라 태동한 의과대학은 참의사 양성의 요람이자, 미래의학을 선도할 의과학자를 배출하는 국내 최고의 의학 교육기관이다. 고려대학교의 건학이념인 자유, 정의, 진리의 교육이념을 바탕으로 성숙한 윤리의식에 기초해 생명의 존엄성과 건강을 수호하는 의사, 최선의 진료와 창의적 연구를 수행하는 전문가, 세계 시민정신을 갖추고 보건의료와 사회발전에 기여하는 지도자를 양성하는 것을 목표로 하고 있다.
세계 최초 신증후출혈열 원인균 발견과 백신 개발, 국내 최초의 법의학연구소 개소와 같은 의학사에 길이 남을 기념비적 연구 성과를 창출했으며, 안암, 구로병원의 연구중심병원 선정, BK21 플러스 사업 선정, 국가전략프로젝트 정밀의료사업단 선정 등 걸출한 성과를 바탕으로 연구중심 의과대학으로 자리매김했다.  또한 4차 산업혁명을 주도하는 융합형 창의 인재 양성을 목표로 다양하고 능동적인 교육과정을 실시하고 있다. 기초의학과 임상의학을 유기적으로 연계한 교육과정 이외에도 학생연구회 활동, 해외 의료봉사, 임상실습 교류 등 다채로운 교과 외 활동 등 혁신적인 교육을 실시함으로써 대한민국 의학교육을 선도해 왔다.
고려대학교 의과대학은 의학 교육 및 연구 인프라 고도화를 통해 질병 없는 세상을 실현하는 연구, 시대를 앞서가는 교육의 글로벌 스탠더드를 제시하며, ‘세계 50대 의과대학’, 세계 미래의학을 선도하는 진정한 융합형 창의인재 양성의 산실로 도약할 것이다.

### 고려대학교 안암병원

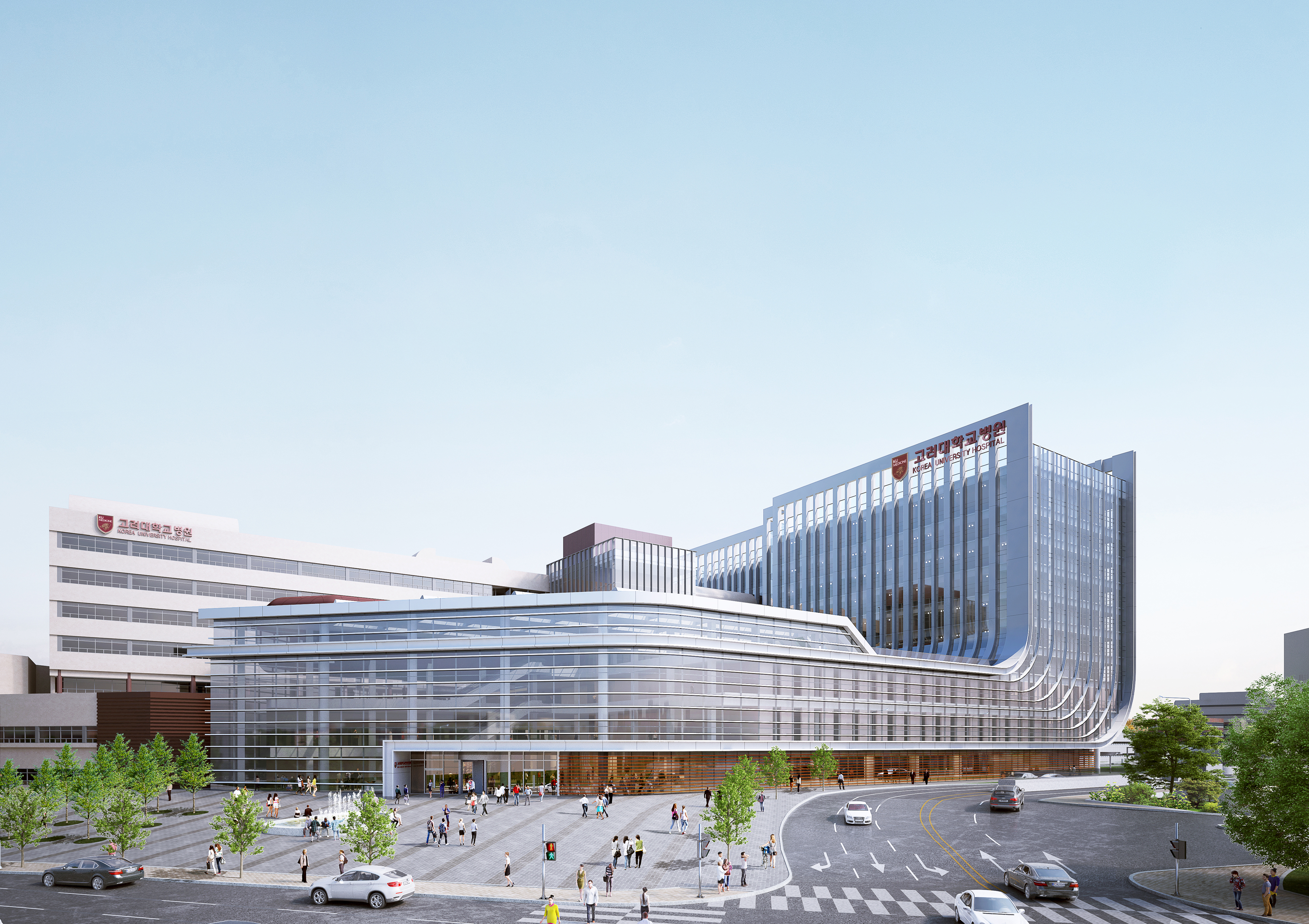
고려대학교 안암병원

정식 등록된 명칭은 고려대학교의과대학부속병원이다.
고려대학교 안암병원은 환자를 최우선으로 생각하며, 병원을 찾는 환자들이 병원에 들어서서 귀가할 때까지 최상의 서비스를 제공하는 의료기관이 될 수 있도록 최선의 노력을 다하고 있다.
안암병원은 2009년부터 총 5차례 국제의료기관평가위원회(JCI) 인증을 연속으로 획득하는 등 국제기준 이상의 진료시스템을 구축하고 있으며, ‘우수한 의료진, 뛰어난 인술, 환자 최우선’의 핵심가치를 바탕으로 환자최우선의 의료기관이 되고자 노력하고 있다. 또한, 국내 최고의 연구중심병원으로서 고려대학교 내의 단과대학들과 병원, 인근 대학과 정부기관, 연구소 등 홍릉밸리를 아우르는 거대한 ‘Health Technology R&D 개방형 생태계(Open Ecosystem)’를 구축하여, 첨단 융·복합 기술을 진료현장에 도입하고 의료서비스 수준을 높여가는 미래형 병원으로 도약하고, 나아가 국민보건과 인류사회에 공헌하기 위해 매진하고 있다.
의료전달체계 최상위 의료기관으로서 정밀의료 기반의 암치료 및 심뇌혈관 등 중증 및 급성기질환 치료에 집중하고 있으며, 첨단 로봇수술의 저변확대와 다학제기반의 외과 활성화를 통해 환자에게 보다 정밀한 치료를 제공하기 위해 노력하고 있다. 특히, 다학제 진료에서 한 차원 진화된 초협진 시스템을 도입하고, 인공지능을 활용한 디지털 헬스케어 시스템을 도입을 통해 더 안전한 환경에서 최적화된 의료서비스를 제공받을 수 있게 될 것이다. 또한 물적 인적 인프라의 확대를 통한 체계적인 시스템 마련과 환자 중심의 의료기관으로서 병원을 찾는 모든 이에게 최고의 가치를 선사할 수 있도록 지속적인 투자와 역량강화에 힘쓰고 있다.

### 고려대학교 구로병원

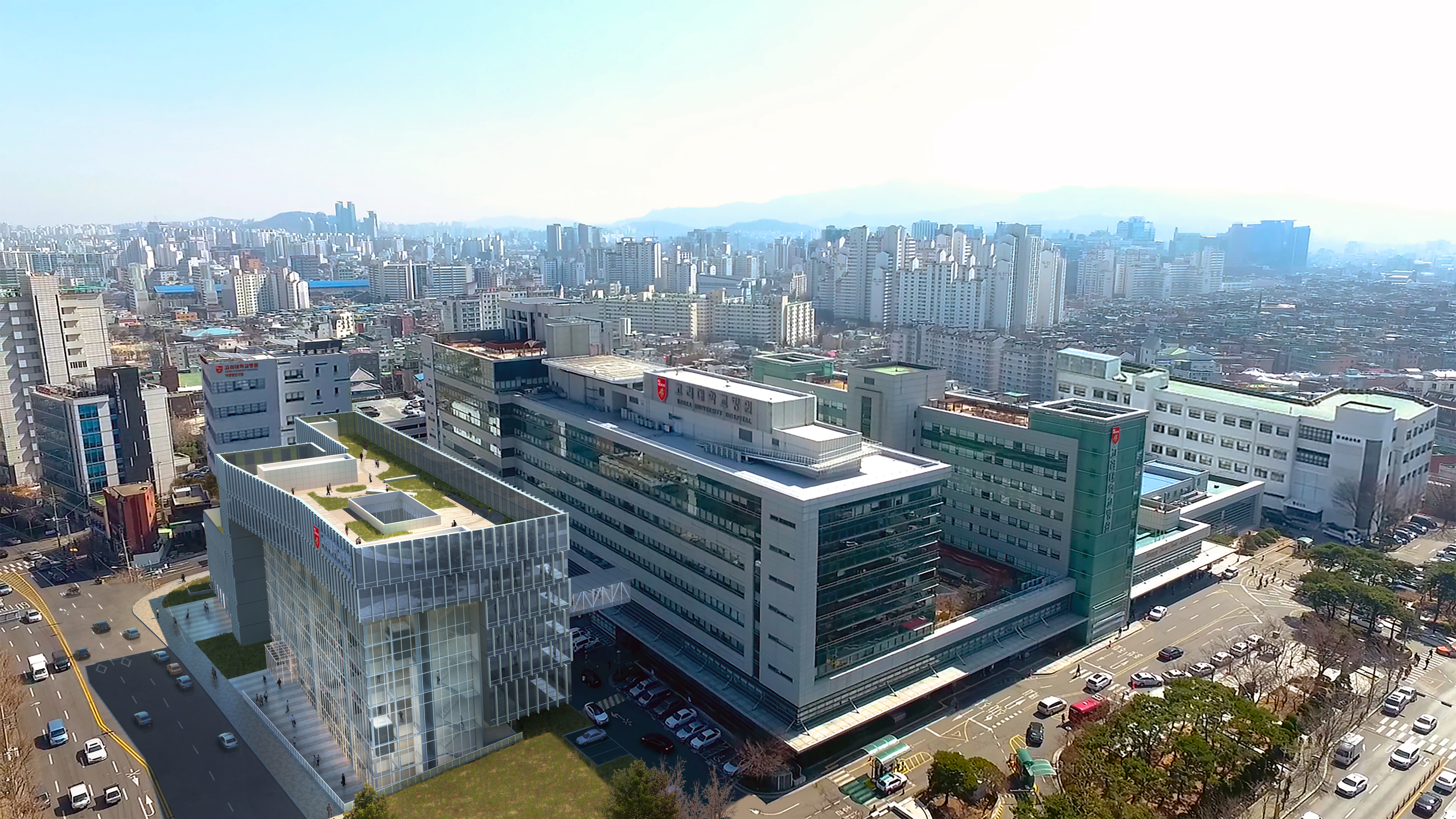
고려대학교 구로병원

정식 등록된 명칭은 고려대학교의과대학부속구로병원이다.
고려대학교 구로병원은 1983년 의료 소외 지역의 의료복지를 실현하겠다는 목표로 서울에서 가장 낙후된 지역으로 손꼽히던 의료불모지인 구로에 설립된 이후 대학병원의 사명을 다하며 진료, 교육, 연구 3대 핵심 분야에서 비약적인 발전을 이루었다.
구로병원은 권역 내 최상위 의료기관으로서 중증환자 케어를 위한 전방위 시스템을 완비한 상급종합병원으로서의 역할을 충실히 수행하고 있다. 암병원, 서울 최고의 권역응급의료센터, 전국 유일의 중증외상전문의수련센터, 보건복지부 지정 고위험산모·신생아통합치료센터, 서울 서부권역 유일 지역의약품안전센터 등을 운영하며 대한민국 대표 병원으로서의 면모를 갖추었다.
의료기술 사업화에서도 두각을 나타내며 국내 연구중심병원 중 가장 많은 7개의 자회사를 설립하는 가시적인 성과들을 일궈냈다. 의생명연구원을 준공해 인프라를 구축하고, 서울지역 유일의 '개방형실험실'과 '혁신형 의사과학자 공동연구사업' 주관기관으로 선정되는 등 바이오메디컬 기술 역량 강화에도 앞장서고 있다. 연구중심병원 3차 재인증에 우수한 성적으로 당당히 통과하여 재지정의 위업을 이뤄내는 등 연구 부분에서도 남다른 경쟁력과 위상을 자랑하고 있다.

### 고려대학교 안산병원

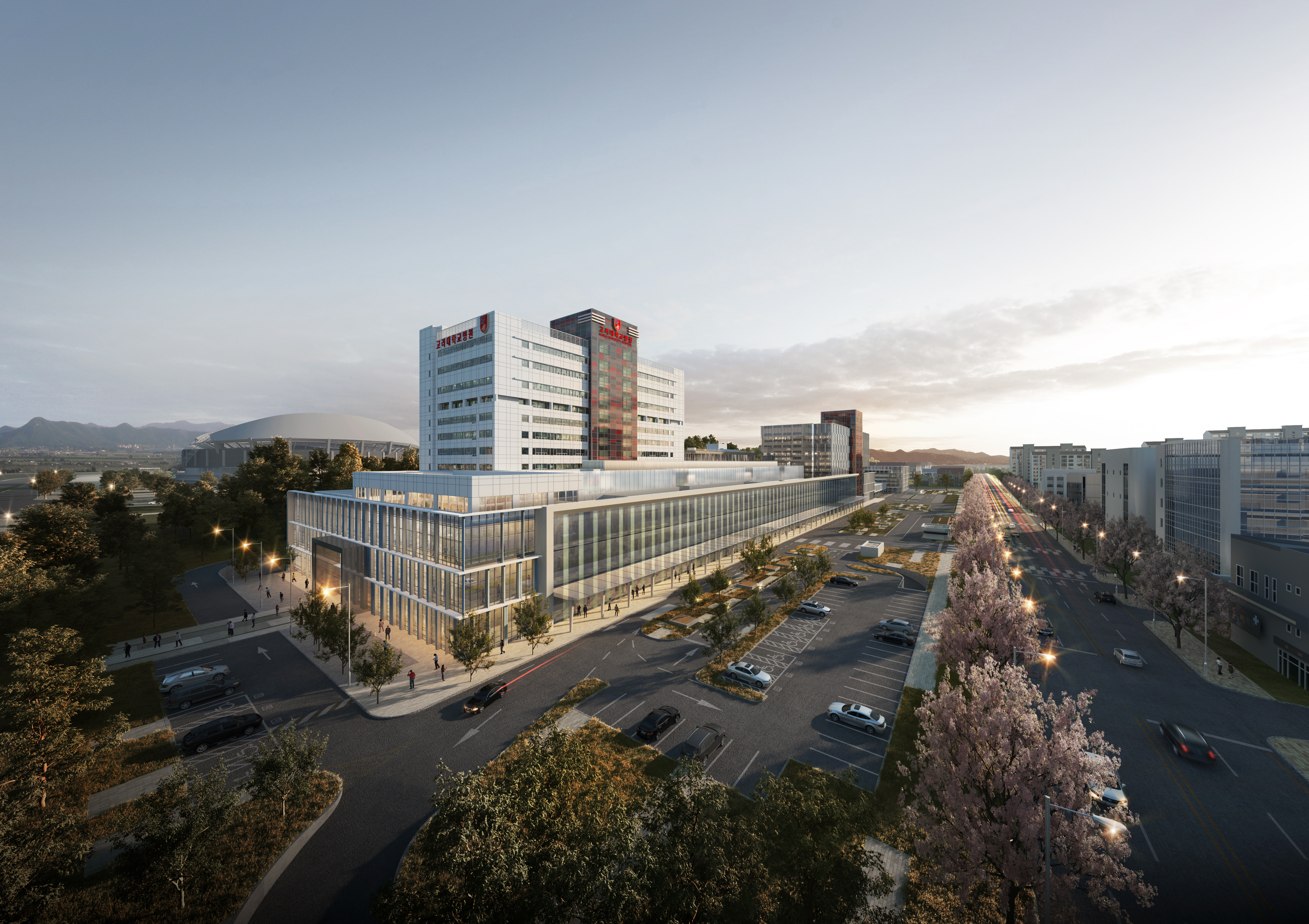
고려대학교 안산병원

정식 등록된 명칭은 고려대학교의과대학부속안산병원이다.
1985년 개원한 고려대학교 안산병원은 지역과 함께 상생하며 혁신적인 성장과 발전으로 경기 서남부에서 가장 환자에게 신뢰받는 대표 의료기관으로 확고하게 자리매김 했다.
지역 최고라는 위치에 안주하지 않고, 환자에게 더욱 쾌적한 환경과 높은 수준의 진료를 제공하고자 질환별 전문센터 개설, 첨단 의료장비 도입, 끊임없는 인재 양성 교육과 다양한 연구개발 활동 등 지속적인 노력으로 현재 상급종합병원이자 중증질환 전문병원으로서 눈부신 발전을 이어오고 있다.
고대의료원 설립에 이바지 한 로제타 셔우드 홀 여사의 정신을 이어받은 대학병원 최초의 다문화 지원센터인 로제타 홀 센터를 비롯해 민족과 박애의 정신을 바탕으로 다양한 의료봉사와 사회공헌 활동을 펼치며 지역과 함께 호흡하며 상생의 가치를 실현하고 있다. 환자의 건강과 행복에 최우선의 가치를 두고 최상의 의료서비스 제공한다. 교직원이 환자에게 긍정적인 경험을 주고, 교직원은 이를 통해 보람과 만족을 느끼며, 더 나아가 사회에 선의를 베풀고 기여하는 병원을 만들어가고 있다. 진료뿐만 아니라 환자와 소통하고 지역과 화합하며 인류발전에 이바지하는 초일류 의료기관으로서의 역할을 다하고자 최선의 노력을 다하고 있다.

### 고려대학교 메디사이언스 파크

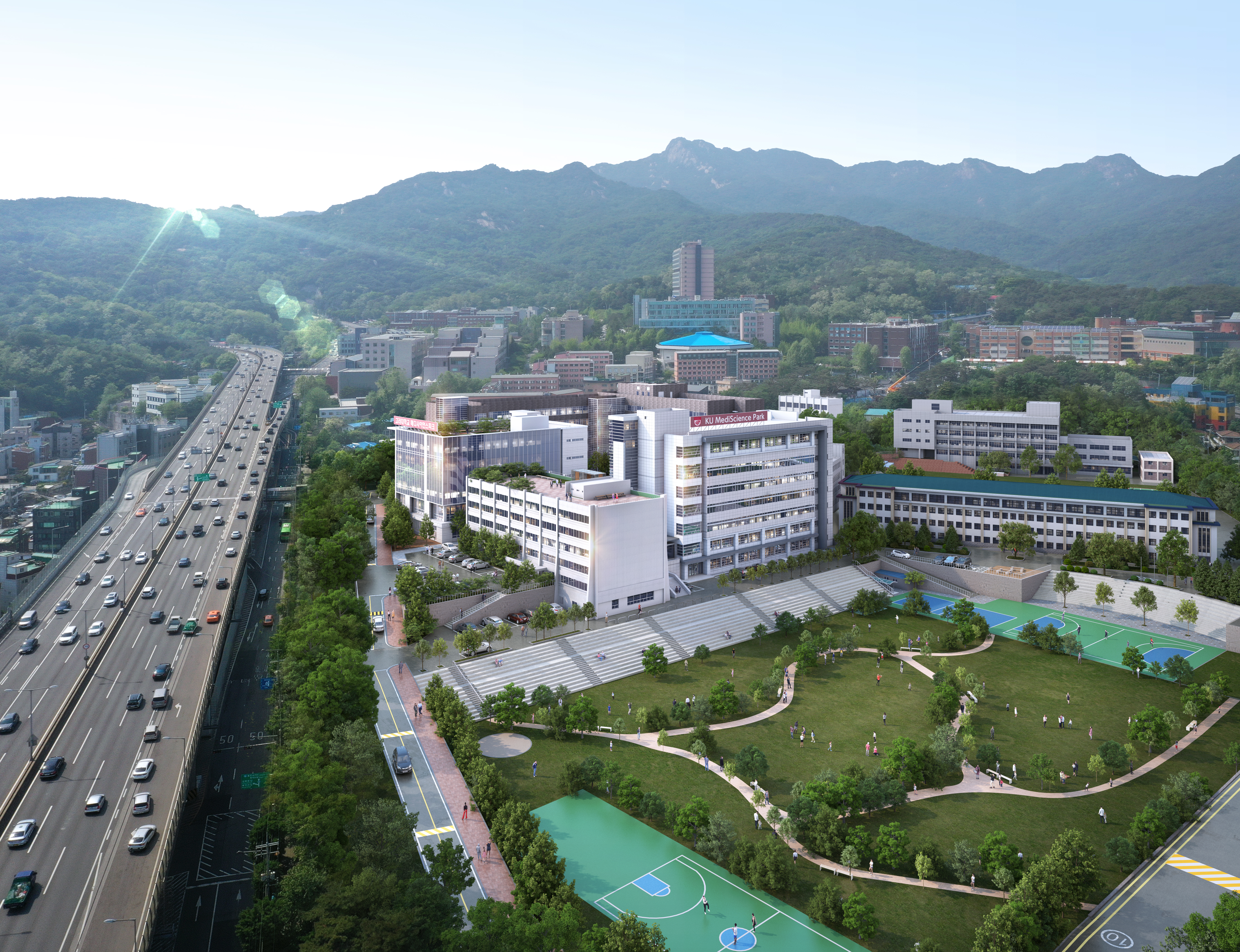
고려대학교 메디사이언스 파크

메디사이언스 파크는 신종 감염병 시대에 대처하고자 조성된 최첨단 헬스케어 융합 플랫폼으로서 백신 및 신약 개발에 나서는 것은 물론 바이오 메디컬 분야를 이끌어가는 혁신 연구기지다. 2021년 10월부터 고려대의료원 집행부를 비롯한 의무기획처, 의학연구처가 이전하면서 운영을 개시했다.
메디사이언스 파크의 대표시설이자 정몽구 현대차그룹 명예회장이 백신 및 신약개발을 위해 사재 100억 원을 전달한 뜻을 기리고자 명명된 '정몽구 백신혁신센터'에서는 백신 개발을 위한 원천기술 개발, 후보물질 유효성 평가, 전임상 연구 등 국내 최고 수준의 전문가들이 인류를 감염병 위기에서 구하기 위한 다양한 연구를 수행한다. 특히 감염 위험도 높은 바이러스를 안전하게 연구할 수 있는 ABSL3, BSL3 등의 연구시설도 조성된다.
동화바이오관에는 우수의약품 제조 GMP 시설(Good Manufacturing Practice·우수 의약품 제조·관리 기준)과 신약개발 연구소 및 스타트업 기업 등이 입주해 협업을 통한 시너지효과가 발휘될 전망이다. 동화바이오관은 동화그룹 승명호 회장이 30억원을 희사한 의미를 담아 명명됐다. 의료 빅데이터 관리·가공 관련 인재를 양성하고 관련 의료 데이터를 표준화해 AI기반 헬스케어 연구의 토대를 조성하는 의료정보학교실 및 관련 연구시설도 위치해 빅데이터 역량도 키우고 있다.

### 고려대학교의료원 고영캠퍼스

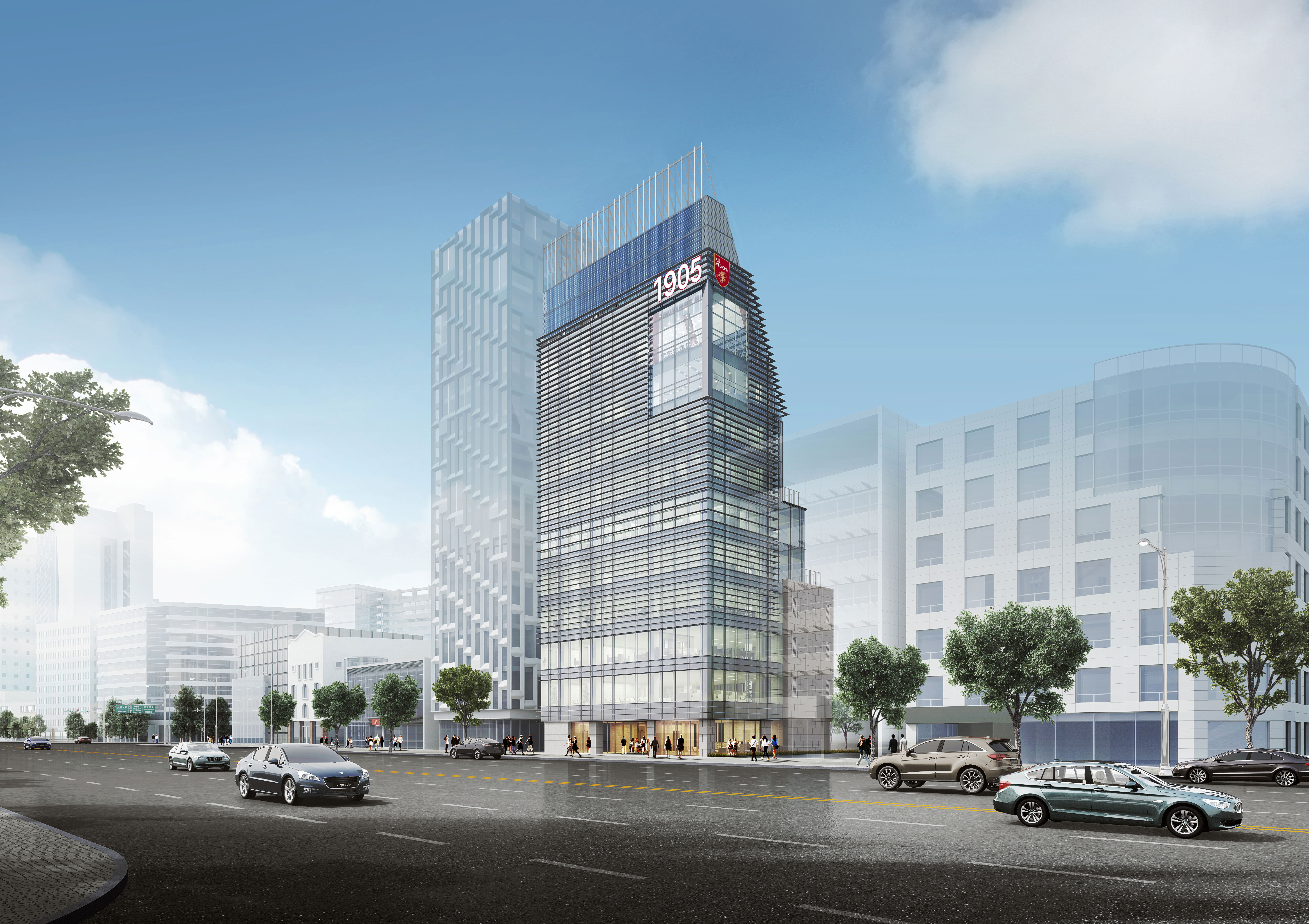
고려대학교의료원 고영캠퍼스

2021년 10월 초 문을 연 고영캠퍼스는 강남구 청담동에 위치하고 있으며, 지상 10층, 지하 5층에 연면적 4644㎡(1405평형) 위용을 자랑한다. 고영캠퍼스에서는 맞춤형 특화진료를 기반으로 한 최첨단 헬스케어 모델 창조, 융복합 연구, 사회공헌 사업 등 미래 의학을 실현하기 위한 가장 혁신적인 도전과 탐구가 이뤄진다.
고영캠퍼스에서는 국내 최초로 개발한 클라우드 기반 차세대 병원정보시스템을 활용해 영상의학 전문가가 데이터를 분석하고 연구하며, 인공지능을 활용한 판독 및 질병 예측 프로그램 개발도 진행되고 있다. 고려대의료원이 2019년 9월 상급종합병원 가운데 세계 최초로 국제 의료기기 임상시험 실시기관 인증(ISO14155)을 획득하면서 만든 조직인 임상연구지원본부도 위치한다. 임상연구지원본부는 고려대의료원 산하기관에서 실시하는 모든 임상시험의 허브 역할도 담당하며 국내 의료기기의 해외 진출을 돕는다.
고령사회 진입과 코로나 등으로 수요가 더욱 증가할 것으로 전망되는 홈헬스케어 분야의 연구기지 역할도 담당하며, 한국형 홈헬스케어 연구개발을 통해 고령사회의 문제인 돌봄서비스를 질적, 제도적으로 선도해나갈 계획이다. 또한 의료봉사, 국제보건사업, 통일보건의료사업, 국가재난대응 등 의료기관의 사회적 역할 및 가치 실현을 강조하며 사회공헌 활동에 앞장서기 사회공헌사업본부도 위치해 있다.

### 과거의 부속병원
과거 여주시(당시 여주군)에 여주병원이 있었다. 현재는 고려대학교 의과대학을 졸업한 정형외과 전문의 번춘방에게 일부 의료기기와 병원운영권이 매각되어 여주고려병원이 되었다. 다만 건물은 계속 고려중앙학원 소유에 의료원이 담당하는 재산이며, 최근 인접한 곳에 새 건물을 차리고 세종여주병원이 됐으나 고려대 소유의 건물도 임대를 주어 세종여주병원의 일부로 활용되고 있다.

## 같이 보기
- 고려대학교
- 고려대학교안암병원
- 고려대학교구로병원
- 고려대학교안산병원